# میمی الشربینی
میمی الشربینی (به عربی: ميمي محمد عبد اللطيف الشربيني؛ ۲۶ ژوئیهٔ ۱۹۳۸ – ۲۰ ژانویهٔ ۲۰۲۵) بازیکن فوتبال اهل مصر بود.
از جمله باشگاه‌هایی که وی در آن‌ها سابقهٔ بازی دارد، می‌توان به باشگاه ورزشی الاهلی مصر و تیم ملی فوتبال مصر اشاره کرد.
وی همچنین در تیم ملی فوتبال مصر بازی کرده‌است.